# لوئینو
لوئینو (به ایتالیایی: Luino) یک کومونه در ایتالیا است که در استان وارزه واقع شده‌است.

## خصوصیات
لوئینو ۲۰٫۹۵ کیلومترمربع مساحت و ۱۴٬۳۲۴ نفر جمعیت دارد و ۲۰۲ متر بالاتر از سطح دریا واقع شده‌است.

## خواهرخوانده
شهر Sanary-sur-Mer خواهرخواندهٔ لوئینو هست.